# Brechwerkzeug
Brechwerkzeuge der Feuerwehr sind Werkzeuge zum Öffnen von Türen und Ähnlichem. Meist wird dazu menschliche Kraft gebraucht. Äxte, Spalthämmer, Beile, Brechstangen sowie Vorschlaghämmer sind Beispiele, allerdings können auch schwere Spezialmesser mit entsprechender Klingenform (zum Beispiel das TacTool von Camillus oder das Rescue Tool III) zum Aufbrechen von Türen eingesetzt werden.
Bei einfachen Verkehrsunfällen kann bereits der Einsatz einer Brechstange einen schnellen Zugang ermöglichen.
Davon abgegrenzt sind hydraulisches Rettungsgerät (Spreiz- und Schneidgerät), Werkzeuge zum Öffnen von Fenstern (Glassäge, Federkörner) sowie spezielles Türöffnungsgerät (Ziehfix).

## Geschichte
Mit der Bildung von Löschmannschaften in Form von Pflichtfeuerwehren Anfang des 19. Jahrhunderts wurden auch deren Rechten und Pflichten festgelegt, in der auch die Handhabung von Brechwerkzeugen erfolgte. So hatte der Ortsvorstand eine Abteilung rüstiger Männer auszuwählen, welche „unter eigenen Anführern steht, und zum Retten von Menschen, Hausthieren und Effecten bestimmt ist“. Diese Mannschaft hatte sich, „soviel thunlich, mit starken, besonders an den Handhaben gut befestigten geflochtenen Körben, Rettungsschläuchen, Tragbahren, Zubern, Seilen und Brechwerkzeugen“ zu versehen, um Rettungsmaßnahmen durchzuführen. Beispielsweise erließ das Herzogtum Nassau im November 1826 eine solche Verordnung.